# Episodi di Soulmates
La prima stagione della serie televisiva Soulmates, composta da 6 episodi, è stata trasmessa in prima visione assoluta negli Stati Uniti su AMC, dal 5 ottobre al 9 novembre 2020.
In Italia la stagione è stata distribuita, da Prime Video, l'8 febbraio 2021.
| nº | Titolo originale                    | Titolo italiano        | Prima TV USA    | Pubblicazione Italia |
| -- | ----------------------------------- | ---------------------- | --------------- | -------------------- |
| 1  | Watershed                           | Prova d'amore          | 5 ottobre 2020  | 8 febbraio 2021      |
| 2  | The Lovers                          | Segreti inconfessabili | 12 ottobre 2020 | 8 febbraio 2021      |
| 3  | Little Adventures                   | Un passo alla volta    | 19 ottobre 2020 | 8 febbraio 2021      |
| 4  | Layover                             | Notte da sogno         | 26 ottobre 2020 | 8 febbraio 2021      |
| 5  | Break on Through                    | Amici in vita          | 2 novembre 2020 | 8 febbraio 2021      |
| 6  | The (Power) Ballad of Caitlin Jones | Indole nascosta        | 9 novembre 2020 | 8 febbraio 2021      |